# Thomas Schneider
Thomas Schneider (Rheinhausen, 24 de noviembre de 1972) es un exfutbolista y entrenador alemán. Se desempeñaba en la posición de defensor y su último club fue el Hannover 96. Desde septiembre de 2014 hasta agosto de 2018 fue el segundo entrenador de la selección de Alemania.

## Trayectoria

### Como futbolista
Schneider nació el 24 de noviembre de 1972 en el municipio de Rheinhausen y se unió a las categorías inferiores del VfB Stuttgart a los diez años. Después pasó a formar parte del equipo sub-19, con el que ganó en dos ocasiones el título de liga, y debutó profesionalmente en la temporada 1991-92. Esa temporada se consagró campeón de la Bundesliga y cinco años después, de la Copa de Alemania. En total, jugó 133 partidos de liga en el club. Entre 2003 y 2005 integró la plantilla del Hannover 96.

### Como entrenador
Entre 2007 y 2009, Schneider entrenó al equipo sub-19 del F. C. Dingolfing y se hizo cargo del plantel profesional hasta el final de la temporada 2009-10. En la temporada 2011-12 comenzó a dirigir al equipo sub-17 del VfB Stuttgart, al que llevó a dos finales de Bundesliga, de las cuales ganó una. El 26 de agosto de 2013 fue nombrado entrenador del primer equipo. No obstante, el 9 de marzo de 2014 fue destituido de su cargo luego de que el equipo quedara en zona de descenso en la liga. El 2 de septiembre, después de que Hans-Dieter Flick fuera nombrado director deportivo en la Asociación Alemana de Fútbol, Schneider se convirtió en el asistente de Joachim Löw en la selección alemana. Ambos habían coincidido en la década de 1990, cuando Löw dirigía el VfB Stuttgart. Después de la Copa Mundial de Fútbol de 2018, Löw anunció que Schneider no seguiría formando parte de su cuerpo técnico, aunque sí continuaría trabajando para la Asociación Alemana de Fútbol.

## Estadísticas

### Como jugador
La siguiente tabla detalla los encuentros disputados y los goles marcados por Schneider en los clubes en los que militó.
| VfB Stuttgart · Alemania |                     |     |   |    |    |   |    |    |   |     |     |    |   |
| 1991-92 | 2                   | 0   | 0 | 0  | 0  | 0 | 2  | 0  | 0 | 4   | 0   | 0  |   |
| 1992-93 | 0                   | 0   | 0 | 0  | 0  | 0 | 0  | 0  | 0 | 0   | 0   | 0  |   |
| 1993-94 | 0                   | 0   | 0 | 0  | 0  | 0 | 0  | 0  | 0 | 0   | 0   | 0  |   |
| 1994-95 | 16                  | 2   | 0 | 0  | 0  | 0 | 0  | 0  | 0 | 16  | 2   | 0  |   |
| 1995-96 | 18                  | 0   | 0 | 0  | 0  | 0 | 4  | 0  | 0 | 22  | 0   | 0  |   |
| 1996-97 | 23                  | 3   | 0 | 0  | 0  | 0 | 0  | 0  | 0 | 23  | 3   | 0  |   |
| 1997-98 | 18                  | 0   | 1 | 3  | 0  | 0 | 0  | 0  | 0 | 21  | 0   | 1  |   |
| 1998-99 | 12                  | 1   | 0 | 1  | 0  | 0 | 1  | 0  | 0 | 14  | 1   | 0  |   |
| 1999-00 | 22                  | 0   | 0 | 3  | 0  | 0 | 6  | 1  | 0 | 31  | 1   | 0  |   |
| 2000-01 | 18                  | 0   | 0 | 4  | 0  | 0 | 8  | 3  | 0 | 30  | 3   | 0  |   |
| 2001-02 | 0                   | 0   | 0 | 0  | 0  | 0 | 0  | 0  | 0 | 0   | 0   | 0  |   |
| 2002-03 | 4                   | 1   | 1 | 0  | 0  | 0 | 2  | 0  | 0 | 6   | 1   | 1  |   |
| Total | 133                 | 7   | 2 | 11 | 0  | 0 | 23 | 4  | 0 | 167 | 11  | 2  |   |
| Hannover 96 · Alemania |                     |     |   |    |    |   |    |    |   |     |     |    |   |
| 2003-04 | 3                   | 0   | 0 | 1  | 0  | 0 | 0  | 0  | 0 | 4   | 0   | 0  |   |
| 2004-05 | 5                   | 0   | 0 | 1  | 0  | 0 | 0  | 0  | 0 | 6   | 0   | 0  |   |
| Total | 8                   | 0   | 0 | 2  | 0  | 0 | 0  | 0  | 0 | 10  | 0   | 0  |   |
| Total en su carrera | Total en su carrera | 141 | 7 | 2  | 13 | 0 | 0  | 23 | 4 | 0   | 177 | 11 | 2 |
| (1) Incluye datos de Copa de Alemania. (2) Incluye datos de Copa de la UEFA y Copa Intertoto de la UEFA. (3) No incluye goles en partidos amistosos. |                     |     |   |    |    |   |    |    |   |     |     |    |   |

### Como entrenador
| Club          | País     | Año       | P  | PG | PE | PP | % v.  |
| ------------- | -------- | --------- | -- | -- | -- | -- | ----- |
| VfB Stuttgart | Alemania | 2013-2014 | 22 | 5  | 5  | 12 | 22.73 |